# Japón en los Juegos Olímpicos de Roma 1960
Japón estuvo representado en los Juegos Olímpicos de Roma 1960 por un total de 162 deportistas que compitieron en 17 deportes.  
El portador de la bandera en la ceremonia de apertura fue el gimnasta Takashi Ono.

## Medallistas
El equipo olímpico japonés obtuvo las siguientes medallas:
| Nombre                                                                                | Deporte            | Competición                  |
| ------------------------------------------------------------------------------------- | ------------------ | ---------------------------- |
| Oro                                                                                   |                    |                              |
| Nobuyuki Aihara                                                                       | Gimnasia artística | Suelo M                      |
| Takashi Ono                                                                           | Gimnasia artística | Salto de potro M             |
| Takashi Ono                                                                           | Gimnasia artística | Barra fija M                 |
| Masao Takemoto Takashi Ono Nobuyuki Aihara Yukio Endo Shuji Tsurumi Takashi Mitsukuri | Gimnasia artística | Concurso completo por eqs. M |
| Plata                                                                                 |                    |                              |
| Takashi Ono                                                                           | Gimnasia artística | Concurso completo ind. M     |
| Masao Takemoto                                                                        | Gimnasia artística | Barra fija M                 |
| Yoshinobu Miyake                                                                      | Halterofilia       | 56 kg M                      |
| Masayuki Matsubara                                                                    | Lucha libre        | 52 kg M                      |
| Tsuyoshi Yamanaka                                                                     | Natación           | 400 m libre M                |
| Yoshihiko Osaki                                                                       | Natación           | 200 m braza M                |
| Makoto Fukui Hiroshi Ishii Tsuyoshi Yamanaka Tatsuo Fujimoto                          | Natación           | 4 × 200 m libre M            |
| Bronce                                                                                |                    |                              |
| Kiyoshi Tanabe                                                                        | Boxeo              | Mosca (51 kg) M              |
| Shuji Tsurumi                                                                         | Gimnasia artística | Caballo con arcos M          |
| Takashi Ono                                                                           | Gimnasia artística | Anillas M                    |
| Takashi Ono                                                                           | Gimnasia artística | Paralelas M                  |
| Satoko Tanaka                                                                         | Natación           | 50 m espalda F               |
| Kazuo Tomita Koichi Hirakida Yoshihiko Osaki Keigo Shimizu                            | Natación           | 4 × 100 m estilos M          |
| Yoshihisa Yoshikawa                                                                   | Tiro               | Pistola 50 m M               |